# Kerry bog
Vous lisez un « bon article » labellisé en 2012.
Le Kerry bog est une race très ancienne de poneys de trait et de bât, dite mountain and moorland, originaire du comté de Kerry en Irlande. Traditionnellement utilisé pour le transport de la tourbe à partir des tourbières, il mesure entre 1 m et 1,20 m et porte une robe généralement baie. Son apparence diffère de celle du Connemara, l'autre race de poney irlandaise. Le Kerry bog frôle l'extinction au cours du XXe siècle, mais ce poney est sauvé par des passionnés dans les années 1990 et est reconnu comme patrimoine culturel irlandais en 2012. Un registre généalogique a été ouvert afin de le préserver. La race est reconnue aux États-Unis et commence à être exportée.

## Étymologie et terminologie
Il est également connu sous le nom de « hobby pony » ou d'« irish hobby » dans son pays d'origine, probablement en raison du gaélique irlandais « Hup, Hup ! » que les paysans répétaient pour le faire travailler. La race doit son nom actuel à John Mulvihill, qui a décidé de la nommer d'après le comté de Kerry dont elle est originaire, en y ajoutant le nom de son biotope, les marais (anglais : bog). C'est pourquoi la plupart des représentants de la race sont nommés d'après leurs marais originels et la faune locale, à l'instar de Bog Coton (« marécage de coton »), de Bog Oaok (« marécage d'avoine ») et du célèbre Flashy Fox (« Renard voyant »).

## Histoire

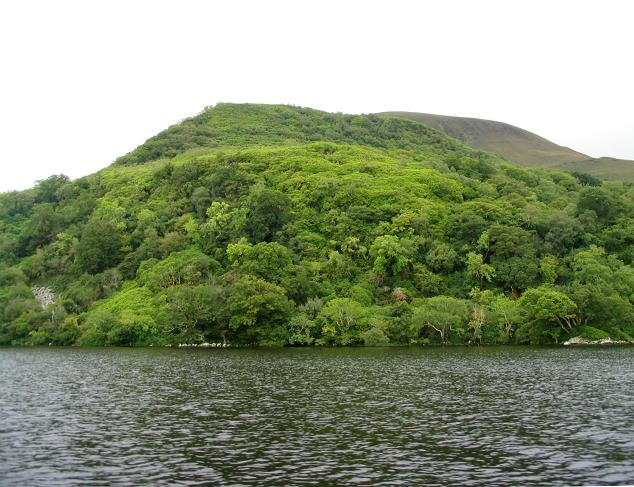
L'environnement humide et montagneux du comté de Kerry (ici, près de Killarney) est le biotope originel du Kerry bog.

### Origine
Le Kerry bog est probablement un descendant du poney celte importé en Irlande dès la plus haute Antiquité. Les études sur l'ADN mitochondrial l'ont révélé plus proche des races de poneys du nord, comme le Shetland écossais et le Welsh gallois, que du Connemara irlandais qui vit pourtant plus près de lui géographiquement. Poney des îles britanniques dit mountain and moorland à l'existence semi-sauvage, il vit plusieurs siècles dans l'environnement marécageux et montagneux du comté de Kerry, qui finit par forger un poney résistant aux intempéries, capable de se déplacer dans les marais et sur terrains accidentés.

### DuXVIIesiècleau milieu duXXesiècle
Un ouvrage de 1617 conservé à la Bibliothèque Bodléienne suggère que les ancêtres de ces poneys sont alors connus sous le nom de Irish Hobbies. Au XVIIe siècle, il sert de poney de bât, transporte la tourbe, et tracte des attelages légers. En 1756, Isaac Ware, observant ces poneys, suppose qu'il s'agit d'Asturcóns importés depuis l'Espagne.
Les guerres napoléoniennes entraînent une forte exportation de la race pour le bât ou la traction, et au début du XXe siècle, la Première Guerre mondiale concorde également avec des exportations réduisant le nombre de ces poneys,. Le Kerry bog reste employé par les tourbiers ainsi que l'atteste un observateur en 1962, mais la motorisation des transports réduit la nécessité de son utilisation, tout comme la concurrence des ânes importés. La Seconde Guerre mondiale et les famines n'arrangent pas sa situation, les poneys sont même pris pour cible par des tireurs. Les effectifs déclinent régulièrement jusqu'à ce que le sort de ces animaux attire l'attention de l'analyste ADN John Mulvihill, habitant de Glenbeigh, dont le père et le grand-père travaillaient avec des poneys.

### Sauvegarde

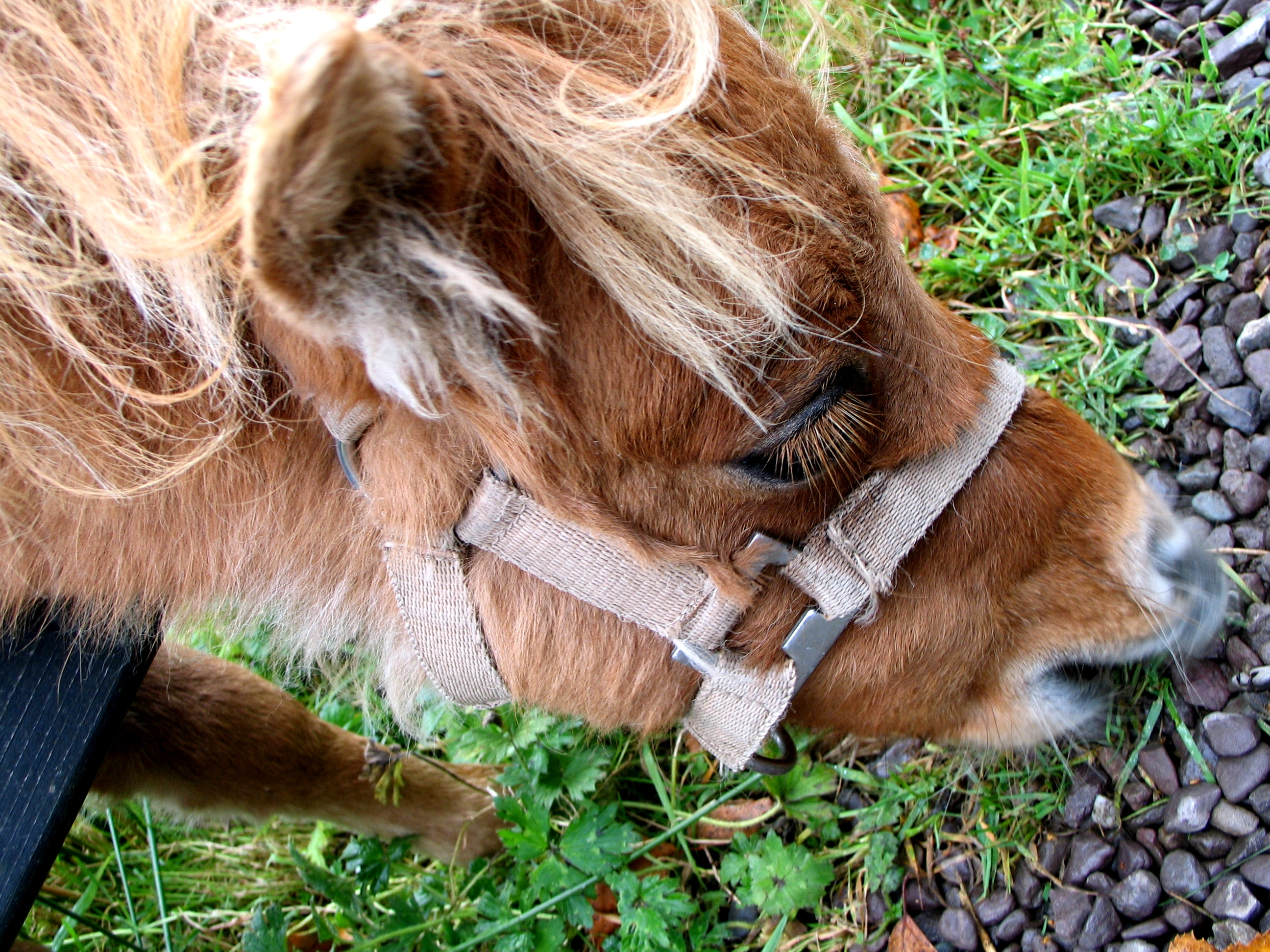
Tête d'un poney au Kerry Bog Village Museum.

John Mulvihill entreprend un élevage sélectif dans les années 1990 en partant d'un troupeau de deux étalons, sept juments et cinq hongres rapatriés depuis les montagnes voisines. Grâce à une analyse ADN, il découvre que ce poney possède un héritage génétique unique, puis fait reconnaître son étalon alezan aux crins lavés Flashy Fox (« Renard voyant »). Le Kerry bog attire d'autres amoureux de la race qui se regroupent en association en 1994 et parviennent à le sauver de justesse, alors qu'il ne reste qu'une vingtaine ou une quarantaine d'individus.
La reconnaissance du Kerry bog comme patrimoine culturel irlandais est obtenue par John Flynn, de l'association des races rares, et marque la fin du sauvetage de ces poneys. Grand raceur, l'étalon Flashy Fox a donné naissance à 140 poulains, permettant de réellement sauver le Kerry bog. Le 22 avril 2012, le président irlandais Michael D. Higgins est venu en personne remettre le prix patrimonial aux poneys et à leur principal éleveur, John Mulvihill, à Killarney.

## Description

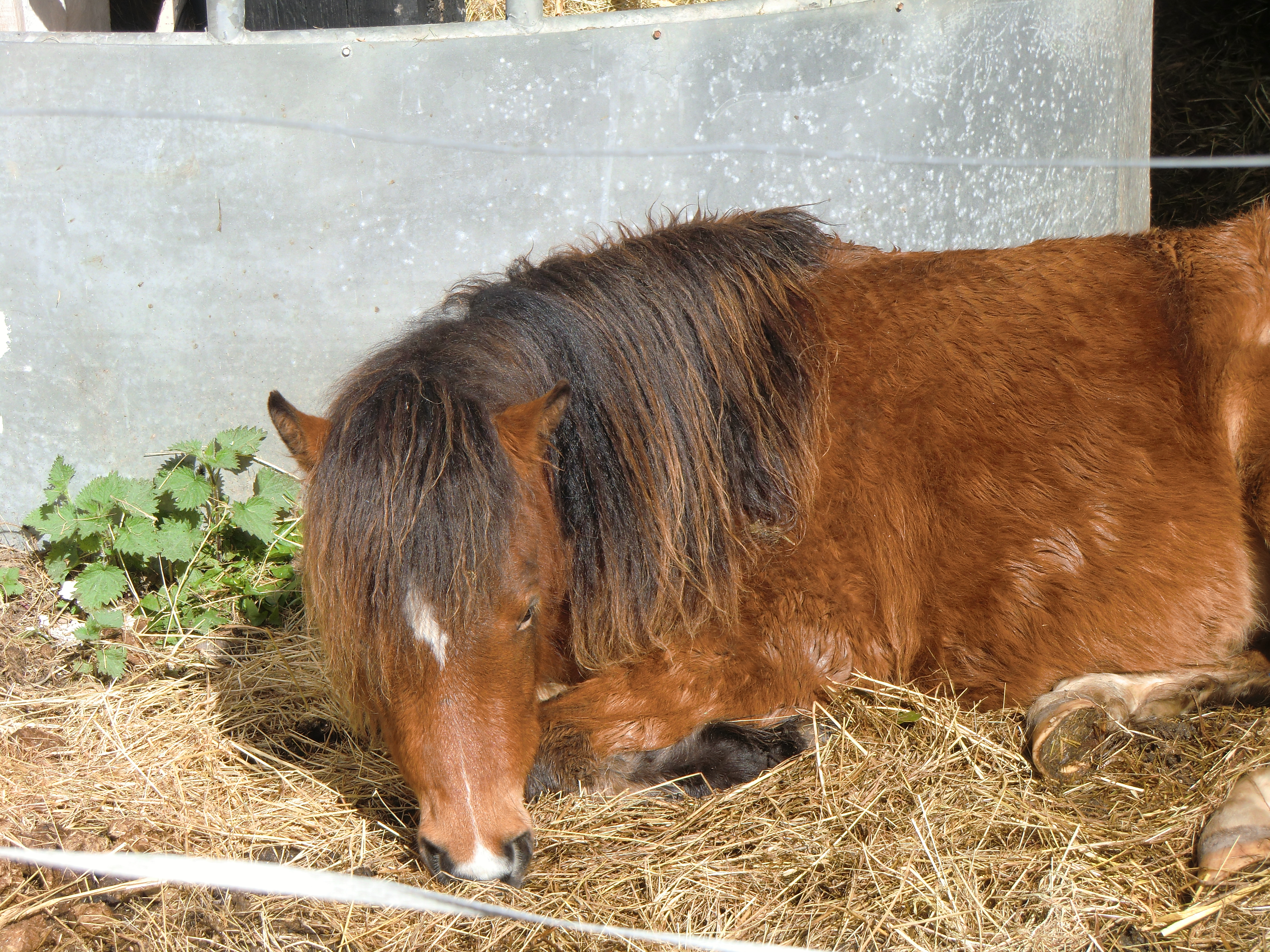
Un poney au Kerry Bog Village Museum.

Il est d'une taille plus réduite que le Connemara, une autre race de poney irlandaise, et son apparence diffère puisque par sa taille et son apparence, il est plus proche du poney Shetland. L'impression d'ensemble est celle d'un poney compact et robuste.

### Morphologie
Le standard morphologique de la race a été établi en 1994, et révisé le 26 février 2005. La hauteur au garrot va d'environ 1 m à 1,20 m. Les juments doivent toiser de 1,02 m à 1,12 m et les mâles peuvent aller jusqu'à 1,17 m pour être enregistrés chez la race.
La tête est de taille moyenne, dotée d'un chanfrein rectiligne ou parfois légèrement concave comme celui de l'Arabe, avec de petits yeux, de petites oreilles pointues et des naseaux bien ouverts. La mâchoire est forte et bien formée, dotée d'une excellente dentition. L'encolure est forte, les épaules musclées, le corps moyennement long avec des côtes bien cintrées et d'une grande circonférence, les reins sont puissants. Les jambes sont très puissantes et bien musclées, dotées d'une bonne structure osseuse. Les sabots sont durs et ne nécessitent que très peu de soins, pouvant même se passer de parage, ils sont adaptés aux terrains marécageux. À l'approche de l'hiver, les poneys adoptent un pelage très fourni, long et dense, qui leur permet de survivre à un hiver rigoureux sans abri en les protégeant du froid. Ils sont réputés pour la qualité de leurs allures,, les actions étant puissantes par rapport à leur taille.

### Robes

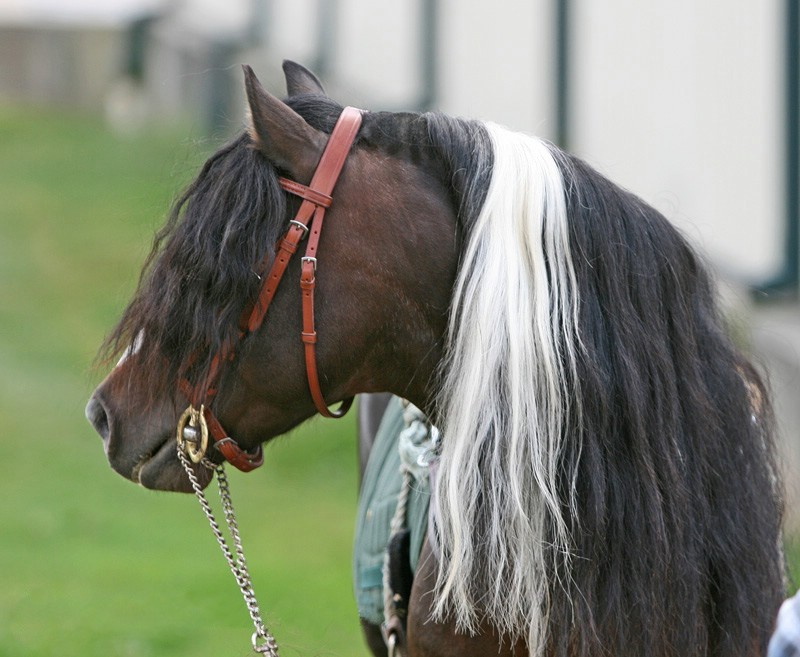
Tête du Kerry bog pie Badger : la robe n'est pas recommandée par le registre irlandais, mais le registre américain l'autorise.

Les robes autorisées sont le bai dans toutes ses variantes, le noir, l'alezan, le gris, et toutes les robes porteuses du gène Dun (souris, bai dun, etc.). Une opinion populaire veut que le pie soit la robe la plus répandue, mais ce n'est pas le cas puisque la majorité des poneys sont bais, bai foncé et bai-brun. Les robes pie tobiano, sabino et rabicano sont acceptées uniquement dans le registre américain.

### Tempérament et entretien
Il est de caractère agréable, calme et sympathique, très proche de l'homme, intelligent et facile à dresser. Doué d'une excellente endurance, il doit vraisemblablement ce trait à la taille de son cœur et au bon fonctionnement de ses poumons, qui ont évolué pour l'aider à supporter l'effort dans le froid.

### Sélection
La sélection de la race en Irlande est assurée par la Kerry Bog Pony Co-Operative Society of Ireland, qui est soutenue par l'État et se donne pour objectifs d'encourager l'amélioration des poneys par la sélection des juments et des étalons afin de conserver une bonne diversité génétique, d'enregistrer les pedigrees et de tenir le registre généalogique. Une puce électronique est implantée aux poneys durant leur année de naissance. La Kerry Bog Pony Co-Operative Society of Ireland fournit aussi des kits d'analyse ADN à la demande des personnes qui souhaitent faire enregistrer un poney proche du type de la race. Le stud-book est divisé en quatre section, une pour les poneys qui répondent à tous les critères du standard, la deuxième pour les poneys hors des limites de taille, la troisième pour les poneys qui n'ont pas la bonne robe (par exemple le pie, refusé en Irlande) et la dernière pour les poneys en attente d'inspection.

## Utilisations
Historiquement, ce poney de traction et de bât est employé pour le transport de la tourbe à partir des tourbières des siècles durant, attelé à des véhicules légers et mis au travail sur les petites exploitations. C'est désormais une bonne monture pour l'équitation sur poney destinée aux plus jeunes enfants ou pour une foule d'activités et en particulier le bât, les randonneurs appréciant son pied sûr dans les sentiers étroits et difficiles. Il possède vraisemblablement un avenir dans le tourisme vert de sa région, l'une des plus appréciées des touristes en Irlande pour ses paysages. Il pratique l'attelage léger et l'équithérapie, mais certains propriétaires le gardent simplement comme animal de compagnie,.
Il a peut-être joué un rôle dans la formation de la race Irish cob, puisqu'à l'époque de la Grande Famine irlandaise, les familles chassées de leurs foyers ont emporté avec elles les animaux de peu de valeur, notamment des poneys, des chevaux de trait lourd et des animaux de robe pie, dont le mélange finit par donner naissance à la race Irish cob.

## Diffusion de l'élevage

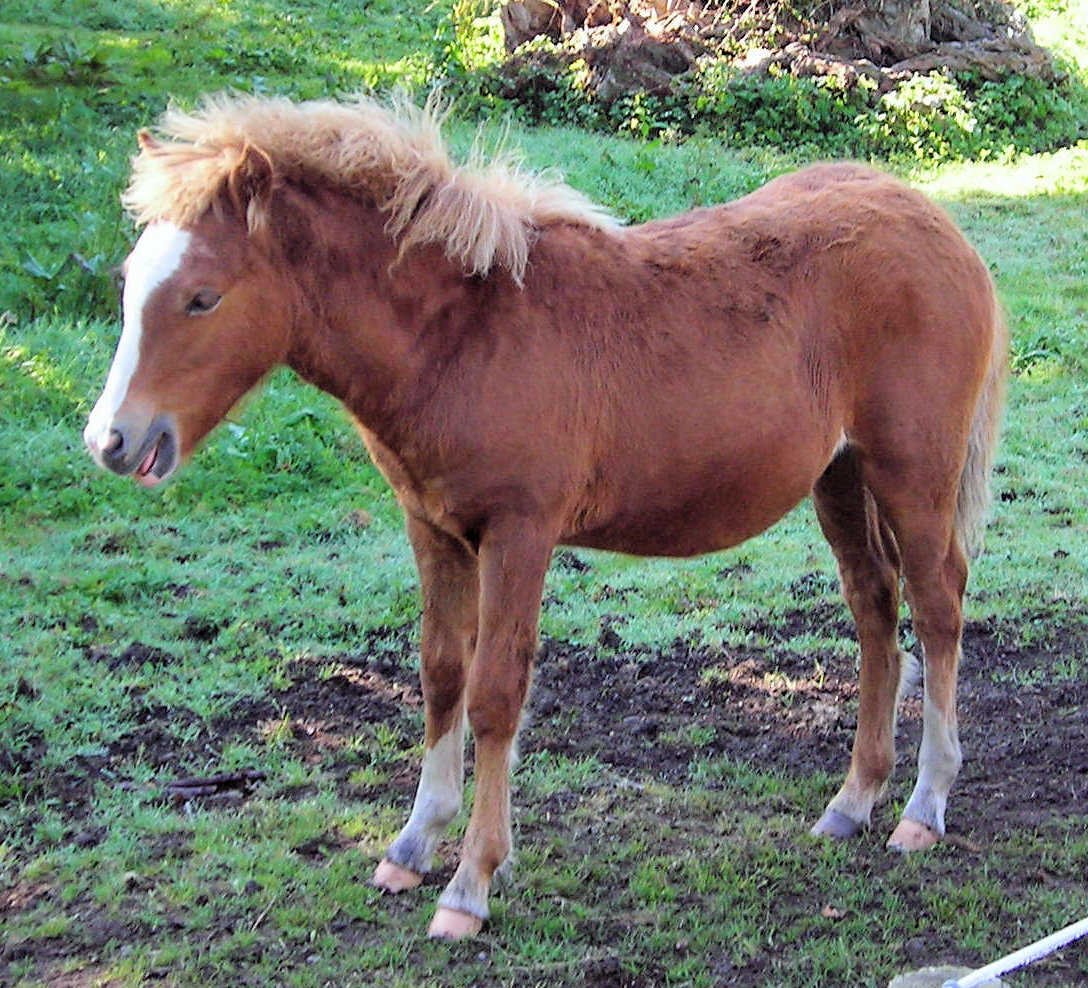
Kerry bog au Kerry Bog Village, en Irlande.

Le Kerry bog est considéré comme une race locale en danger d'extinction, faisant l'objet de mesures de protection (statut « Endangered-Maintained » de la FAO),. Equus Survival Trust le classe comme étant en danger « critique » d'extinction aux États-Unis (entre 100 et 300 femelles aptes à se reproduire), d'après l'évaluation de 2016.
Il a été pris en charge en 2007 par le programme européen Interreg III Equisave, visant à préserver les races régionales menacées des pays européens proches de l'Océan Atlantique. Ce poney a connu une diffusion impressionnante durant les premières années du XXIe siècle, et la race est désormais reconnue aux États-Unis. En 2003, un troupeau entier a gagné ce pays. En mai 2011, l'effectif de la race, d'après le fondateur de l’American Kerry Bog Pony Society, serait de 52 poneys enregistrés.
L'association irlandaise du Kerry Bog estime l'effectif total à 335 juments et 51 étalons en 2011. Cheval Magazine, sans citer ses propres sources, donne un chiffre approximatif de 200 poneys dans le monde en 2012, les journalistes irlandais de The Independant donnant le double et précisant que « la race a gagné sa course contre l'extinction », malgré les difficultés causées par la crise financière en Irlande. Bien que l'effectif y reste réduit, le Kerry bog peut être exporté depuis l'Irlande.
Il est présent à l'année au Kerry Bog Village Museum, ouvert à Glenbeigh.